# Carl Godin
Carl Godin, född den 25 september 1909 i Stockholm, död den 6 november 1982, svensk kördirigent, tonsättare och musikkritiker i Upsala Nya Tidning. Från 1940 vice och 1947–1951 ordinarie dirigent i Orphei Drängar. 1960–61 tillförordnad director musices vid Uppsala universitet.
Carl Godin är begravd i minneslunden på Uppsala gamla kyrkogård.